# John Leighton
John Edward Leighton (* 26. März 1865 in Nottingham; † 15. April 1944 ebenda) war ein englischer Fußballspieler.
Leighton kam bereits in seiner frühen Jugend mit dem immer populärer werdenden „Association Football“ in Kontakt und spielte in Nottinghamer Schüler- und Nachwuchsauswahlen. Im Jahr 1884 schloss sich der leichtgewichtige und dribbelstarke Flügelspieler in seiner Heimatstadt dem renommierten Nottingham Forest an und blieb dort vier Jahre. Am 13. März 1886 absolvierte Leighton sein einziges Länderspiel für die englische Nationalmannschaft gegen Irland und gewann als Linksaußen diese Partie der British Home Championship in Belfast mit 6:1. Parallel zu seinen Einsätzen bei Forest betätigte sich Leighton, der sich hauptberuflich im Schreibwaren- und Papierhandel engagierte, zwischen 1885 und 1889 noch für den Amateurklub Corinthian FC.
Nach dem Ende der aktiven Fußballerkarriere blieb Leighton Forest als Anhänger erhalten, besuchte für den Rest des Lebens die Heimspiele „seines“ Vereins und verstarb 1944 während einer Begegnung im City Ground.